# Imaginary
Imaginary è un brano musicale dell'album Fallen della band statunitense Evanescence, che è stata poi pubblicata come singolo promozionale in Spagna nel 2004.

## Descrizione
La canzone è stata scritta da Amy Lee e Ben Moody.
Questa è una delle prime canzoni che gli Evanescence scrissero per la band. La prima versione della canzone risale al 1998, quando venne pubblicata nel primo EP della band. In quel tempo Ben ad Amy avevano soltanto 17 anni. Da quella pubblicazione in poi sono state create altre cinque versioni in studio (alcune mai pubblicate) per arrivare sino a quella conosciuta dai più, ossia quella pubblicata in Fallen.
La canzone può essere interpretata come la scoperta di un posto bucolico che permette di evadere dal mondo reale e dai problemi ad esso connessi. Nella traccia si possono individuare dei riferimenti alla vecchia camera da letto della cantante, vista come un rifugio dai dolori della vita.
(Imaginary, Fallen - Evanescence)

## Il singolo
Si è più volte pensato che Imaginary sarebbe diventato il quarto singolo dell'album Fallen, ma infine si decise di pubblicare Everybody's Fool. Imaginary è stata poi pubblicata come singolo radio promozionale in Spagna nel 2004. Il singolo contiene una sola traccia.
- Imaginary Spain Promo Single

1. Imaginary (Album version) – 4:17